# Brennnesselsamenöl

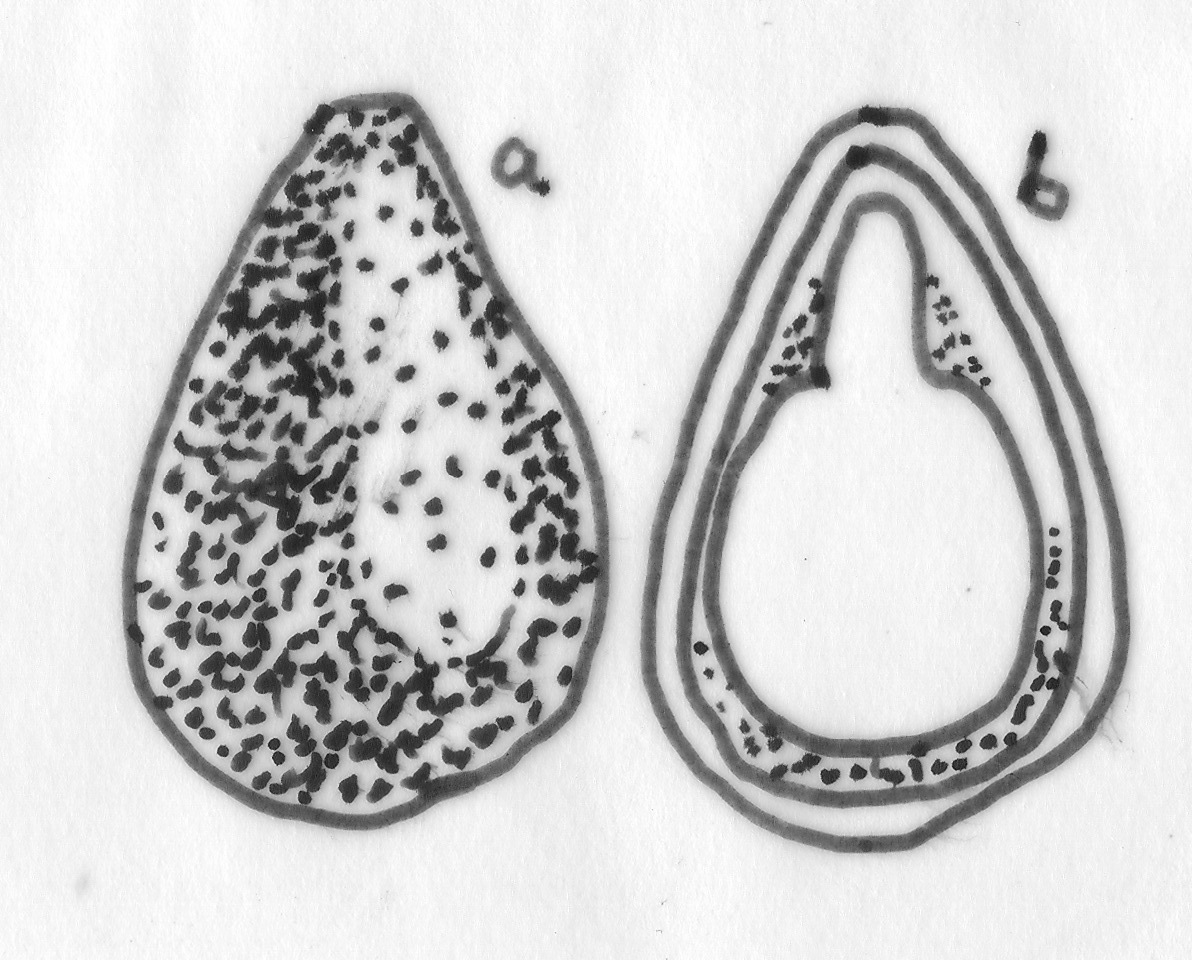
Der Brennnesselsamen: a – ganz; b – im Längsschnitt

Brennnesselsamenöl ist ein Pflanzenöl, das aus den reifen Samen der Großen Brennnessel (Urtica dioica) oder der Pillen-Brennnessel (Urtica pilulifera) gewonnen wird. Das Brennnesselsamenöl wird oft auch Brennnesselöl  oder Nesselsamenöl genannt.

Allgemeine chemische Struktur von pflanzlichen Ölen, wie Brennnesselsamenöl. Darin sind R^{1}, R^{2} und R^{3} langkettige Alkylreste (≤ 10 %) oder Alkenylreste (ca. 90 %) mit einer meist ungeraden Anzahl von Kohlenstoffatomen. Brennnesselsamenöl ist – wie andere Pflanzenöle – ein Gemisch von Triestern des Glycerins, also ein Triglycerid.

## Eigenschaften
Das Brennnesselsamenöl ist grün gefärbt und hat einen angenehm-frischen möhrensaftähnlichen Geruch. Der Geschmack ist vom Raffinationsgrad abhängig. Weitere Kennzahlen sind:

### Physikalische Eigenschaften
- Erstarrungspunkt = −23 °C
- Brechungsindex = 1,4770 bei 20 °C
- Dispersion = 44,33
- Crismerzahl = 106

### Chemische Eigenschaften
- Säurezahl = 6,1
- Esterzahl = 180,7
- Rhodanzahl = 85,5
- Hexabromidzahl = 2,59
- Acetylzahl = 7,51
- Reichert-Meißl-Zahl = 0,31
- Polenskezahl = 0,20
- Hehnerzahl = 95,51

## Zusammensetzung
Etwa 90 % der Fettsäure-Reste in den Triglyceriden des Brennnesselsamenöls sind ungesättigte Fettsäure-Reste und gesättigte Fettsäure-Reste haben einen Anteil von ≤ 10 %.

## Herstellung
Ein Anbau der Großen Brennnessel ausschließlich für die Ölgewinnung ist ineffizient, da bisher keine Zuchtsorten mit ausreichenden Erträgen vorliegen. Wenn sie jedoch als Faserpflanze im großen Maßstab angebaut wird (wie z. B. im Zweiten Weltkrieg), fallen ausreichend viele Samen an, um Öl zu gewinnen.

### Samengewinnung
Der optimale Erntezeitpunkt ist Ende September bis Mitte Oktober, wenn die Samen ausgereift sind. Die Pflanzen werden wie bei der Fasergewinnung geschnitten, aber nicht in Hocken aufgestellt, sondern gebündelt und kopfüber aufgehängt. Nach ausreichender Trocknung werden die Samen in ein Tuch ausgeschüttelt.
Da die Samen nicht gleichzeitig reifen, müssen reife von unreifen Samen getrennt werden, besonders bei der frühen Ernte zur Fasergewinnung im Spätsommer ist das Trennen der Samen erforderlich, da vermehrt unreife Samen vorliegen. Die Trennung kann durch Wasser erfolgen, weil reife Samen im Gegensatz zu den unreifen nicht schwimmen und sich daher am Grund des Gefäßes sammeln.

### Ölgewinnung
Für Forschungszwecke wird das reine Öl durch Petroletherextraktion gewonnen. Die Extraktion erfolgt meist in folgenden Teilschritten:
- Zerkleinerung der Brennnesselsamen durch Mörsern, Mahlen etc. zur Oberflächenvergrößerung
- Zugabe von ca. 2,5 ml Petrolether (z. B. Heptan) auf 1 g Brennnesselsamen
- Durchmischen durch Schütteln und Rühren (z. B. mit Magnetrührer)
- Erwärmen des Stoffgemisches im Wasserbad
- Abpipettieren der Fettphase (obere Phase)
- Verdampfen des Petrolethers
- Abfüllen des Brennnesselsamenöls[5]

Zur konventionellen Ölgewinnung wird oftmals die Kaltpressung oder die Mazeration angewandt, etwa mit Sesamöl.

## Verwendung
Das Brennnesselsamenöl ist ein hochwertiges Speiseöl mit leicht nussigem Kräuteraroma. Die Verwendung von nur wenigen Tropfen ist empfehlenswert, da es sehr konzentriert ist. Mit einem guten Pflanzenöl wie z. B. Olivenöl, im Verhältnis 1 : 3 verdünnt, kann es für Salate, Soßen und allgemein für die kalte Küche verwendet werden. Das Öl lässt sich aber auch zum Dünsten von Gemüse (z. B. Zwiebeln) verwenden.
Brennnesselsamenöl wurde früher auch als Brenn- und Lampenöl eingesetzt.

## Züchtungs- und Kreuzungsversuche
Es gab bisher nur wenige Züchtungsversuche, um Ertragssteigerungen zu erreichen. So wurden Kreuzungsversuche von der Großen Brennnessel mit der Pillen-Brennnessel durchgeführt. Dabei sollte der Samenreichtum von Urtica dioica (bis 20.000 Samen pro Pflanze) mit den sehr großen ölhaltigen Samen von Urtica pilulifera (TKM von 2,63 g) miteinander vereinigt werden, um die Ölausbeute zu erhöhen. Ziel war es, zusätzlich zu den gewonnenen Fasern das Öl als wertvolles Nebenprodukt kommerziell nutzbar zu machen. Alle Kreuzungsversuche misslangen. Zukünftig könnte der Ölgehalt, welcher bei 32,65 % liegt, sowie die Samenanzahl und die TKM durch Züchtungen erhöht werden.

## Verwechslungsmöglichkeiten mit anderen Ölen
Im Handel werden zwei Ölarten unter den Namen Brennnesselöl, Brennnesselsamenöl und Nesselsamenöl vertrieben. Unter dem Namen Brennnesselöl versteht man in der Regel nur einen Auszug aus nicht genauer bezeichneten Pflanzenteilen der Brennnessel wie Blättern oder Wurzeln mit einem Pflanzenöl wie z. B. Sonnenblumen- oder Rapsöl und nicht das aus den Samen gewonnene Öl. Brennnesselsamenöl bzw. Nesselsamenöl hingegen ist das aus Brennnesselsamen gepresste Öl, je nach Art der Gewinnung können aber noch weitere Öle wie Sesamöl enthalten sein.